# Folke Bergman
Folke Bergman (1902-1946) was een Zweeds ontdekkingsreiziger en archeoloog. Hij werd bekend door zijn ontdekking van de Chinese Xiaohetombe in Lob Nuur in 1934. In het daaropvolgende jaar legde hij de laatste hand aan de kaart. Verder schreef hij een aantal rapporten en boeken over zijn reizen.